# OCR-B

OCR-B

OCR-B는 1968년 아드리안 프루티거(Adrian Frutiger)가 고정폭 글꼴(Monotype)을 위해 유럽 컴퓨터 제조업체 협회(Ecma 인터내셔널) 표준에 따라 개발한 모노스페이스 글꼴(고정폭 글꼴)이다.
이것의 기능은 원래 금융 및 은행업무 용도로 특정 전자장치에 의한 광학문자인식(OCR) 작업을 용이하게 하는 것이 목적이었다. 1973년에 개선된 ISO 1073 / II-1976 (E) 표준("Letterpress" 디자인, size 1)을 따른다.
여기에는 모든 ASCII 기호 및 은행 업무 환경에 포함된 기타 기호가 포함되었다.
UPC / EAN 바코드 인식 장치뿐만 아니라 사람도 읽기 용이하게 고안되어 있어 OCR-A를 대체해 컴퓨터 작업 환경등에서 숫자 및 텍스트가 널리 사용되기 시작했다.
기계로 읽을 수 있는 여권에도 사용된다.
OCR-A와 그 목적을 공유하지만 인간의 입장에서도 가독성이 뛰어나고 기술적인 면이 많이 개선되었다.

## 공개자료

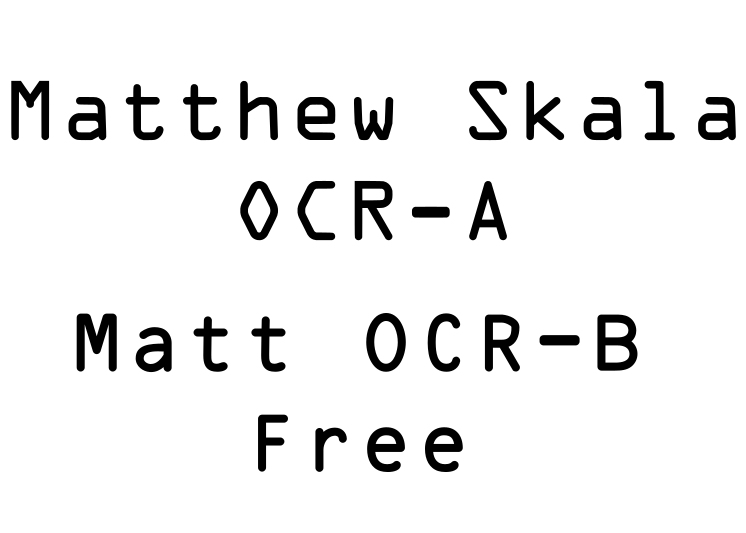
OCR-A(위)와 OCR-B(아래)를 비교한 것

2012년 9월 27일자로 매튜 스칼라(Matthew Skala)는 퍼블릭 도메인으로 OCR-A, OCR-B 폰트와 소스 모두를 공개했다.

## 같이 보기
- 고정폭 글꼴
- 국제 표준 도서 번호(ISBN)
- OCR-A